# Beba
Die Sprache Beba (auch baba’zhi, babadji, batadji, bazhi, beba’, bebadji, biba, bombe, mubadji, schischong; ISO 639-3: bfp) ist eine bantoide Sprache aus der Gruppe der Graslandsprachen, die von insgesamt 3.000 Personen in der Kameruner Provinz Südwesten gesprochen wird.
Das Beba ist eine von neun Sprachen innerhalb der Sprachgruppe der Ngemba-Sprachen.